# Herbert Grasemann
Herbert Grasemann (ur. 21 grudnia 1917 w Grudziądzu, zm. 21 czerwca 1983 w Berlinie) – niemiecki szachista, kompozytor szachowy i autor książek o tematyce szachowej.
Od 1946 r. opublikował ok. 200 zadań szachowych (przede wszystkim wielochodówek). W konkursach zdobył 40 nagród oraz ok. 80 wyróżnień. W Albumach FIDE wyróżniono ponad 20 jego problemów. W 1957 r. otrzymał tytuł sędziego międzynarodowego kompozycji szachowej.
Poniżej przykładowa kompozycja szachowa autorstwa Grasemanna.
|   | a | b | c | d | e | f | g | h |   |
| 8 | a8 – Biały król · b8 – Biała wieża · h7 – Czarny goniec · d5 – Czarny pionek · a4 – Czarny król · d4 – Biały goniec · f3 – Czarna wieża · f1 – Czarny skoczek · g1 – Biały hetman | a8 – Biały król · b8 – Biała wieża · h7 – Czarny goniec · d5 – Czarny pionek · a4 – Czarny król · d4 – Biały goniec · f3 – Czarna wieża · f1 – Czarny skoczek · g1 – Biały hetman | a8 – Biały król · b8 – Biała wieża · h7 – Czarny goniec · d5 – Czarny pionek · a4 – Czarny król · d4 – Biały goniec · f3 – Czarna wieża · f1 – Czarny skoczek · g1 – Biały hetman | a8 – Biały król · b8 – Biała wieża · h7 – Czarny goniec · d5 – Czarny pionek · a4 – Czarny król · d4 – Biały goniec · f3 – Czarna wieża · f1 – Czarny skoczek · g1 – Biały hetman | a8 – Biały król · b8 – Biała wieża · h7 – Czarny goniec · d5 – Czarny pionek · a4 – Czarny król · d4 – Biały goniec · f3 – Czarna wieża · f1 – Czarny skoczek · g1 – Biały hetman | a8 – Biały król · b8 – Biała wieża · h7 – Czarny goniec · d5 – Czarny pionek · a4 – Czarny król · d4 – Biały goniec · f3 – Czarna wieża · f1 – Czarny skoczek · g1 – Biały hetman | a8 – Biały król · b8 – Biała wieża · h7 – Czarny goniec · d5 – Czarny pionek · a4 – Czarny król · d4 – Biały goniec · f3 – Czarna wieża · f1 – Czarny skoczek · g1 – Biały hetman | a8 – Biały król · b8 – Biała wieża · h7 – Czarny goniec · d5 – Czarny pionek · a4 – Czarny król · d4 – Biały goniec · f3 – Czarna wieża · f1 – Czarny skoczek · g1 – Biały hetman | 8 |
| 7 | a8 – Biały król · b8 – Biała wieża · h7 – Czarny goniec · d5 – Czarny pionek · a4 – Czarny król · d4 – Biały goniec · f3 – Czarna wieża · f1 – Czarny skoczek · g1 – Biały hetman | a8 – Biały król · b8 – Biała wieża · h7 – Czarny goniec · d5 – Czarny pionek · a4 – Czarny król · d4 – Biały goniec · f3 – Czarna wieża · f1 – Czarny skoczek · g1 – Biały hetman | a8 – Biały król · b8 – Biała wieża · h7 – Czarny goniec · d5 – Czarny pionek · a4 – Czarny król · d4 – Biały goniec · f3 – Czarna wieża · f1 – Czarny skoczek · g1 – Biały hetman | a8 – Biały król · b8 – Biała wieża · h7 – Czarny goniec · d5 – Czarny pionek · a4 – Czarny król · d4 – Biały goniec · f3 – Czarna wieża · f1 – Czarny skoczek · g1 – Biały hetman | a8 – Biały król · b8 – Biała wieża · h7 – Czarny goniec · d5 – Czarny pionek · a4 – Czarny król · d4 – Biały goniec · f3 – Czarna wieża · f1 – Czarny skoczek · g1 – Biały hetman | a8 – Biały król · b8 – Biała wieża · h7 – Czarny goniec · d5 – Czarny pionek · a4 – Czarny król · d4 – Biały goniec · f3 – Czarna wieża · f1 – Czarny skoczek · g1 – Biały hetman | a8 – Biały król · b8 – Biała wieża · h7 – Czarny goniec · d5 – Czarny pionek · a4 – Czarny król · d4 – Biały goniec · f3 – Czarna wieża · f1 – Czarny skoczek · g1 – Biały hetman | a8 – Biały król · b8 – Biała wieża · h7 – Czarny goniec · d5 – Czarny pionek · a4 – Czarny król · d4 – Biały goniec · f3 – Czarna wieża · f1 – Czarny skoczek · g1 – Biały hetman | 7 |
| 6 | a8 – Biały król · b8 – Biała wieża · h7 – Czarny goniec · d5 – Czarny pionek · a4 – Czarny król · d4 – Biały goniec · f3 – Czarna wieża · f1 – Czarny skoczek · g1 – Biały hetman | a8 – Biały król · b8 – Biała wieża · h7 – Czarny goniec · d5 – Czarny pionek · a4 – Czarny król · d4 – Biały goniec · f3 – Czarna wieża · f1 – Czarny skoczek · g1 – Biały hetman | a8 – Biały król · b8 – Biała wieża · h7 – Czarny goniec · d5 – Czarny pionek · a4 – Czarny król · d4 – Biały goniec · f3 – Czarna wieża · f1 – Czarny skoczek · g1 – Biały hetman | a8 – Biały król · b8 – Biała wieża · h7 – Czarny goniec · d5 – Czarny pionek · a4 – Czarny król · d4 – Biały goniec · f3 – Czarna wieża · f1 – Czarny skoczek · g1 – Biały hetman | a8 – Biały król · b8 – Biała wieża · h7 – Czarny goniec · d5 – Czarny pionek · a4 – Czarny król · d4 – Biały goniec · f3 – Czarna wieża · f1 – Czarny skoczek · g1 – Biały hetman | a8 – Biały król · b8 – Biała wieża · h7 – Czarny goniec · d5 – Czarny pionek · a4 – Czarny król · d4 – Biały goniec · f3 – Czarna wieża · f1 – Czarny skoczek · g1 – Biały hetman | a8 – Biały król · b8 – Biała wieża · h7 – Czarny goniec · d5 – Czarny pionek · a4 – Czarny król · d4 – Biały goniec · f3 – Czarna wieża · f1 – Czarny skoczek · g1 – Biały hetman | a8 – Biały król · b8 – Biała wieża · h7 – Czarny goniec · d5 – Czarny pionek · a4 – Czarny król · d4 – Biały goniec · f3 – Czarna wieża · f1 – Czarny skoczek · g1 – Biały hetman | 6 |
| 5 | a8 – Biały król · b8 – Biała wieża · h7 – Czarny goniec · d5 – Czarny pionek · a4 – Czarny król · d4 – Biały goniec · f3 – Czarna wieża · f1 – Czarny skoczek · g1 – Biały hetman | a8 – Biały król · b8 – Biała wieża · h7 – Czarny goniec · d5 – Czarny pionek · a4 – Czarny król · d4 – Biały goniec · f3 – Czarna wieża · f1 – Czarny skoczek · g1 – Biały hetman | a8 – Biały król · b8 – Biała wieża · h7 – Czarny goniec · d5 – Czarny pionek · a4 – Czarny król · d4 – Biały goniec · f3 – Czarna wieża · f1 – Czarny skoczek · g1 – Biały hetman | a8 – Biały król · b8 – Biała wieża · h7 – Czarny goniec · d5 – Czarny pionek · a4 – Czarny król · d4 – Biały goniec · f3 – Czarna wieża · f1 – Czarny skoczek · g1 – Biały hetman | a8 – Biały król · b8 – Biała wieża · h7 – Czarny goniec · d5 – Czarny pionek · a4 – Czarny król · d4 – Biały goniec · f3 – Czarna wieża · f1 – Czarny skoczek · g1 – Biały hetman | a8 – Biały król · b8 – Biała wieża · h7 – Czarny goniec · d5 – Czarny pionek · a4 – Czarny król · d4 – Biały goniec · f3 – Czarna wieża · f1 – Czarny skoczek · g1 – Biały hetman | a8 – Biały król · b8 – Biała wieża · h7 – Czarny goniec · d5 – Czarny pionek · a4 – Czarny król · d4 – Biały goniec · f3 – Czarna wieża · f1 – Czarny skoczek · g1 – Biały hetman | a8 – Biały król · b8 – Biała wieża · h7 – Czarny goniec · d5 – Czarny pionek · a4 – Czarny król · d4 – Biały goniec · f3 – Czarna wieża · f1 – Czarny skoczek · g1 – Biały hetman | 5 |
| 4 | a8 – Biały król · b8 – Biała wieża · h7 – Czarny goniec · d5 – Czarny pionek · a4 – Czarny król · d4 – Biały goniec · f3 – Czarna wieża · f1 – Czarny skoczek · g1 – Biały hetman | a8 – Biały król · b8 – Biała wieża · h7 – Czarny goniec · d5 – Czarny pionek · a4 – Czarny król · d4 – Biały goniec · f3 – Czarna wieża · f1 – Czarny skoczek · g1 – Biały hetman | a8 – Biały król · b8 – Biała wieża · h7 – Czarny goniec · d5 – Czarny pionek · a4 – Czarny król · d4 – Biały goniec · f3 – Czarna wieża · f1 – Czarny skoczek · g1 – Biały hetman | a8 – Biały król · b8 – Biała wieża · h7 – Czarny goniec · d5 – Czarny pionek · a4 – Czarny król · d4 – Biały goniec · f3 – Czarna wieża · f1 – Czarny skoczek · g1 – Biały hetman | a8 – Biały król · b8 – Biała wieża · h7 – Czarny goniec · d5 – Czarny pionek · a4 – Czarny król · d4 – Biały goniec · f3 – Czarna wieża · f1 – Czarny skoczek · g1 – Biały hetman | a8 – Biały król · b8 – Biała wieża · h7 – Czarny goniec · d5 – Czarny pionek · a4 – Czarny król · d4 – Biały goniec · f3 – Czarna wieża · f1 – Czarny skoczek · g1 – Biały hetman | a8 – Biały król · b8 – Biała wieża · h7 – Czarny goniec · d5 – Czarny pionek · a4 – Czarny król · d4 – Biały goniec · f3 – Czarna wieża · f1 – Czarny skoczek · g1 – Biały hetman | a8 – Biały król · b8 – Biała wieża · h7 – Czarny goniec · d5 – Czarny pionek · a4 – Czarny król · d4 – Biały goniec · f3 – Czarna wieża · f1 – Czarny skoczek · g1 – Biały hetman | 4 |
| 3 | a8 – Biały król · b8 – Biała wieża · h7 – Czarny goniec · d5 – Czarny pionek · a4 – Czarny król · d4 – Biały goniec · f3 – Czarna wieża · f1 – Czarny skoczek · g1 – Biały hetman | a8 – Biały król · b8 – Biała wieża · h7 – Czarny goniec · d5 – Czarny pionek · a4 – Czarny król · d4 – Biały goniec · f3 – Czarna wieża · f1 – Czarny skoczek · g1 – Biały hetman | a8 – Biały król · b8 – Biała wieża · h7 – Czarny goniec · d5 – Czarny pionek · a4 – Czarny król · d4 – Biały goniec · f3 – Czarna wieża · f1 – Czarny skoczek · g1 – Biały hetman | a8 – Biały król · b8 – Biała wieża · h7 – Czarny goniec · d5 – Czarny pionek · a4 – Czarny król · d4 – Biały goniec · f3 – Czarna wieża · f1 – Czarny skoczek · g1 – Biały hetman | a8 – Biały król · b8 – Biała wieża · h7 – Czarny goniec · d5 – Czarny pionek · a4 – Czarny król · d4 – Biały goniec · f3 – Czarna wieża · f1 – Czarny skoczek · g1 – Biały hetman | a8 – Biały król · b8 – Biała wieża · h7 – Czarny goniec · d5 – Czarny pionek · a4 – Czarny król · d4 – Biały goniec · f3 – Czarna wieża · f1 – Czarny skoczek · g1 – Biały hetman | a8 – Biały król · b8 – Biała wieża · h7 – Czarny goniec · d5 – Czarny pionek · a4 – Czarny król · d4 – Biały goniec · f3 – Czarna wieża · f1 – Czarny skoczek · g1 – Biały hetman | a8 – Biały król · b8 – Biała wieża · h7 – Czarny goniec · d5 – Czarny pionek · a4 – Czarny król · d4 – Biały goniec · f3 – Czarna wieża · f1 – Czarny skoczek · g1 – Biały hetman | 3 |
| 2 | a8 – Biały król · b8 – Biała wieża · h7 – Czarny goniec · d5 – Czarny pionek · a4 – Czarny król · d4 – Biały goniec · f3 – Czarna wieża · f1 – Czarny skoczek · g1 – Biały hetman | a8 – Biały król · b8 – Biała wieża · h7 – Czarny goniec · d5 – Czarny pionek · a4 – Czarny król · d4 – Biały goniec · f3 – Czarna wieża · f1 – Czarny skoczek · g1 – Biały hetman | a8 – Biały król · b8 – Biała wieża · h7 – Czarny goniec · d5 – Czarny pionek · a4 – Czarny król · d4 – Biały goniec · f3 – Czarna wieża · f1 – Czarny skoczek · g1 – Biały hetman | a8 – Biały król · b8 – Biała wieża · h7 – Czarny goniec · d5 – Czarny pionek · a4 – Czarny król · d4 – Biały goniec · f3 – Czarna wieża · f1 – Czarny skoczek · g1 – Biały hetman | a8 – Biały król · b8 – Biała wieża · h7 – Czarny goniec · d5 – Czarny pionek · a4 – Czarny król · d4 – Biały goniec · f3 – Czarna wieża · f1 – Czarny skoczek · g1 – Biały hetman | a8 – Biały król · b8 – Biała wieża · h7 – Czarny goniec · d5 – Czarny pionek · a4 – Czarny król · d4 – Biały goniec · f3 – Czarna wieża · f1 – Czarny skoczek · g1 – Biały hetman | a8 – Biały król · b8 – Biała wieża · h7 – Czarny goniec · d5 – Czarny pionek · a4 – Czarny król · d4 – Biały goniec · f3 – Czarna wieża · f1 – Czarny skoczek · g1 – Biały hetman | a8 – Biały król · b8 – Biała wieża · h7 – Czarny goniec · d5 – Czarny pionek · a4 – Czarny król · d4 – Biały goniec · f3 – Czarna wieża · f1 – Czarny skoczek · g1 – Biały hetman | 2 |
| 1 | a8 – Biały król · b8 – Biała wieża · h7 – Czarny goniec · d5 – Czarny pionek · a4 – Czarny król · d4 – Biały goniec · f3 – Czarna wieża · f1 – Czarny skoczek · g1 – Biały hetman | a8 – Biały król · b8 – Biała wieża · h7 – Czarny goniec · d5 – Czarny pionek · a4 – Czarny król · d4 – Biały goniec · f3 – Czarna wieża · f1 – Czarny skoczek · g1 – Biały hetman | a8 – Biały król · b8 – Biała wieża · h7 – Czarny goniec · d5 – Czarny pionek · a4 – Czarny król · d4 – Biały goniec · f3 – Czarna wieża · f1 – Czarny skoczek · g1 – Biały hetman | a8 – Biały król · b8 – Biała wieża · h7 – Czarny goniec · d5 – Czarny pionek · a4 – Czarny król · d4 – Biały goniec · f3 – Czarna wieża · f1 – Czarny skoczek · g1 – Biały hetman | a8 – Biały król · b8 – Biała wieża · h7 – Czarny goniec · d5 – Czarny pionek · a4 – Czarny król · d4 – Biały goniec · f3 – Czarna wieża · f1 – Czarny skoczek · g1 – Biały hetman | a8 – Biały król · b8 – Biała wieża · h7 – Czarny goniec · d5 – Czarny pionek · a4 – Czarny król · d4 – Biały goniec · f3 – Czarna wieża · f1 – Czarny skoczek · g1 – Biały hetman | a8 – Biały król · b8 – Biała wieża · h7 – Czarny goniec · d5 – Czarny pionek · a4 – Czarny król · d4 – Biały goniec · f3 – Czarna wieża · f1 – Czarny skoczek · g1 – Biały hetman | a8 – Biały król · b8 – Biała wieża · h7 – Czarny goniec · d5 – Czarny pionek · a4 – Czarny król · d4 – Biały goniec · f3 – Czarna wieża · f1 – Czarny skoczek · g1 – Biały hetman | 1 |
|   | a | b | c | d | e | f | g | h |   |

Rozwiązanie: [1.Gh8 We3 2.Hg7 We7 3.Ha1 mat]
(zaznacz tekst pomiędzy nawiasami, aby zobaczyć rozwiązanie)

## Wybrane publikacje
- Problemschach, tom 1 1946-1952,  Berlin: Sportverlag 1955;
- Problemschach, tom 2 1952-1957,  Berlin: Sportverlag 1959;
- Problem-Juwelen. Auslese 1958-1962, Berlin: Siegfried Engelhardt Verlag, 1964;
- Schach ohne Partner für Könner, Monachium, Humboldt-Taschenbuchverlag, 1982;
- Spass mit Schach für junge Leute, Monachium, Humboldt-Taschenbuchverlag, 1984[1].